# Dentella
Dentella is een geslacht uit de sterbladigenfamilie (Rubiaceae). De soorten komen voor van (sub)tropisch Azië tot in het westen van het Pacifisch gebied.

## Soorten
- Dentella asperata Airy Shaw
- Dentella browniana Domin
- Dentella concinna Airy Shaw
- Dentella cyclindrica M.C.Naik & L.J.Singh
- Dentella dioeca Airy Shaw
- Dentella minutissima C.T.White & W.D.Francis
- Dentella misera Airy Shaw
- Dentella pulvinata Airy Shaw
- Dentella repens (L.) J.R.Forst. & G.Forst.

... · 
Afrocanthium · 
Asperula (Bedstro) · 
Atractocarpus · 
Belonophora · 
Bouvardia · 
Breonadia · 
Byrsophyllum · 
Callipeltis · 
Cephalanthus (Kogelbloem) · 
Chassalia · 
Cinchona · 
Coffea (Koffie) · 
Coprosma · 
Cruciata · 
Deppea · 
Galium (Walstro) · 
Gardenia · 
Genipa · 
Morinda · 
Nertera · 
Pentas · 
Plocama · 
Portlandia · 
Psydrax · 
Richardia · 
Rothmannia · 
Rubia · 
Rutidea · 
Rytigynia · 
Sabicea · 
Sarcocephalus · 
Sericanthe · 
Sherardia · 
Spermacoce · 
Tarenna · 
Tricalysia · 
Uncaria · 
Vangueria · 
Virectaria ·  
Wendlandia · 
...